# Hellig Usvart
Hellig Usvart – jedyny album nieistniejącego już australijskiego jednoosobowego projektu Horde. 
Oryginalnie wydany w roku 1994, przez wytwórnię Nuclear Blast, wznowiony w 1999 przez Rowe Productions i w 2004 przez Soundmass z dodatkowym utworem z okazji dziesięciolecia wydania albumu.

## Lista utworów
1. "A Church Bell Tolls Amidst the Frozen Nordic Winds" - 1:02
2. "Blasphemous Abomination of the Satanic Pentagram" - 0:47
3. "Behold, the Rising of the Scarlet Moon" - 3:22
4. "Thine Hour Hast Come" - 4:05
5. "Release and Clothe the Virgin Sacrifice" - 5:37
6. "Drink From the Chalice of Blood" - 3:59
7. "Silence the Blasphemous Chanting" - 5:37
8. "Invert the Inverted Cross" - 3:10
9. "An Abandoned Grave Bathes Softly in the Falling Moonlight" - 5:09
10. "Crush the Bloodied Horns of the Goat" - 2:24
11. "Weak, Feeble, and Dying Anti-Christ" - 3:32
12. "The Day of Total Armageddon Holocaust" - 1:43
13. "My Heart Doth Beseech Thee (O Master)" (tylko na reedycji z 2004) - 2:56

## Twórcy
- Jayson Sherlock - śpiew, gitara, gitara basowa, perkusja, keyboard